# 雨乞山 (岐阜県)
雨乞山（あまごいやま）は、岐阜県瑞浪市の北部にある山である。

## 概要
標高509.1m。2.5万図は「御嵩」。山頂の小広場には巨岩があり、その上に白山社が祀られている。この山名の由来は、雨乞神事が山頂の白石社前で行われたことによる。この地区の人々は毎年7月28日にこの山に登り御神酒を供えて豊作を祈願して祝宴を開いていたが、現在は御神酒を供えた後に山麓の公民館に戻り会食するように変わってきた。